# خالشت
خالشت، روستایی از توابع بخش مرکزی شهرستان رضوان‌شهر در استان گیلان ایران است که اکثر آن در اختیار آقاخانی ها است.اکنون در این منطقه کسی به طور دائم زندگی نمی‌کند.این مکان در پاییز و زمستان پر خرس ، خوک و دیگر حیوانات وحشی است.

## جمعیت
این روستا در دهستان خوشابر قرار دارد و براساس سرشماری مرکز آمار ایران در سال ۱۳۸۵، جمعیت آن زیر سه خانوار بوده‌است.